# Splošni geslovnik COBISS.SI
Splošni geslovnik COBISS.SI ali SGC je kontrolirani slovar oz. seznam predmetnih oznak, ki so namenjene opisu vsebine del v knjižničnem informacijskem sistemu COBISS.SI. 
Normativno bazo za predmetne oznake SGC sestavljajo predvsem normativni zapisi za občna imena, ob teh pa so tudi zapisi za oblike in žanre, zemljepisna imena, osebna in rodbinska imena, imena korporacij in naslove. Trenutno je v bazi več kot 62.000 normativnih zapisov za predmetne oznake.

## Zgodovina
Razvoj geslovnika SGC se je začel leta 2000 v IZUM-u, kot zunanji partnerji projekta pa so sodelovali predvsem Osrednji specializirani informacijski centri, Narodna in univerzitetna knjižnica in Univerzitetna knjižnica Maribor. Geslovnik je zgrajen na osnovi prevoda ameriškega geslovnika Sears List of Subject Headings, zgled za nadaljnje urejanje in razvoj pa sta predvsem geslovnik Kongresne knjižnice LCSH in geslovnik Francoske nacionalne knjižnice RAMEAU. Geslovnik se dopolnjuje z novimi gesli in prireja za slovenske potrebe.

## Uporaba
Normativna baza podatkov SGC je bila leta 2018 vključena v segment COBISS3/Katalogizacija, tvorijo jo postkoordinirani normativni zapisi v formatu COMARC/A. Baza podatkov je katalogizatorjem v slovenskih knjižnicah na voljo za iskanje in pregledovanje, s posebnim pooblastilom pa jo je možno uporabljati kot normativno bazo podatkov pri predmetnem označevanju v postopku katalogizacije. Uporabniki lahko po geslovniku SGC iščejo v COBISS+.